# Albanotrechus
Albanotrechus is een geslacht van kevers uit de familie van de loopkevers (Carabidae). De wetenschappelijke naam van het geslacht is voor het eerst geldig gepubliceerd in 1994 door Casale & V.B. Gueorguiev.

## Soorten
Het geslacht Albanotrechus is monotypisch en omvat slechts de volgende soort:
- Albanotrechus beroni Casale et V.B. Gueorguiev, 1994